# Crema Football Club 1933-1934
Questa pagina raccoglie le informazioni riguardanti il Crema Football Club nelle competizioni ufficiali della stagione 1933-1934.

## Stagione
Nella stagione 1933-1934 il Crema ha disputato il girone B del campionato di Prima Divisione e con 28 punti si è piazzato in sesta posizione in classifica.

## Rosa
| N. |                   | Ruolo | Calciatore         |
| -- | ----------------- | ----- | ------------------ |
|    | Italia (bandiera) | P     | Cantoni            |
|    | Italia (bandiera) | P     | Pietro Meanti      |
|    | Italia (bandiera) | P     | Garibaldi Rossi    |
|    | Italia (bandiera) | P     | Guido Sbarzi       |
|    | Italia (bandiera) | D     | Mino Livio         |
|    | Italia (bandiera) | D     | Giuseppe Moretti   |
|    | Italia (bandiera) | D     | Amilcare Rigosa    |
|    | Italia (bandiera) | D     | Vico Subinaghi     |
|    | Italia (bandiera) | D     | Felice Stabilini   |
|    | Italia (bandiera) | D     | Pierino Vaiani     |
|    | Italia (bandiera) | C     | Renato Aschedamini |
|    | Italia (bandiera) | C     | Carlo Cattaneo     |
|    | Italia (bandiera) | C     | Luigi Cazzamalli   |
|    | Italia (bandiera) | C     | Bruno Manenti      |

| N. |                   | Ruolo | Calciatore        |
| -- | ----------------- | ----- | ----------------- |
|    | Italia (bandiera) | C     | Umberto Marchi    |
|    | Italia (bandiera) | C     | Parodi            |
|    | Italia (bandiera) | C     | Franco Piantelli  |
|    | Italia (bandiera) | C     | Verdelli          |
|    | Italia (bandiera) | A     | Giuseppe Barelli  |
|    | Italia (bandiera) | A     | Adriano Dosi      |
|    | Italia (bandiera) | A     | Ercole Dossena    |
|    | Italia (bandiera) | A     | Pietro Ghezzola   |
|    | Italia (bandiera) | A     | Mario Omazzi      |
|    | Italia (bandiera) | A     | Luigi Pedrazzini  |
|    | Italia (bandiera) | A     | Eriberto Raffaini |
|    | Italia (bandiera) | A     | Rosi              |
|    | Italia (bandiera) | A     | Prospero Sabbia   |
|    | Italia (bandiera) | A     | Carlo Voltini     |